# Andreas Ibertsberger
Andreas Ibertsberger (nascut el 27 de juliol de 1982 a Salzburg) és un exfutbolista austríac que jugava com a lateral esquerre. Va ser internacional amb nacional austríac de futbol.